# Chirac, Charente
 Chirac là một xã thuộc tỉnh Charente trong vùng Nouvelle-Aquitaine tây nam nước Pháp. Xã nay có độ cao t 133-263 mét trên mực nước biển.